# 精道三川台小学校・中学校・高等学校
精道三川台小学校･中学校・高等学校（せいどうみかわだいしょうがっこう･ちゅうがっこう・こうとうがっこう, Seido Mikawadai Primary and Secondary School）は、長崎県長崎市三川町にある私立の小・中・高一貫校。いずれも男子校である。

## 概要
歴史
1978年（昭和53年）に開校した「長崎精道小学校」を前身とする。男女別学を開始した1981年（昭和56年）を創立年としており、2021年（令和3年）に創立40周年を迎えた。長く小学校と中学校のみであったが、2009年（平成21年）に高等学校を開校し、長崎県内の私学で初めて小中高一貫教育を開始した。大半の生徒が4年制大学を始めとする上級学校への進学を目指している。
校名の由来
「精道」は、オプス・デイの日本支部が置かれている兵庫県芦屋市の地名からとられたものであり、「三川台」は校舎の立つ長崎市三川町に由来する。
特徴
カトリック教会の属人区の1つであるオプス・デイ（Opus Dei、ラテン語で「神の業」）の理念にしたがって教育を行っている。設立母体は修道会ではないため厳密にはミッション・スクールではない。
男子校の小学校は全国的に珍しく、暁星小学校、立教小学校とあわせて3校のみで、いずれもキリスト教系の私立小学校である。
校訓
- 「自由と責任」
- 「POSSUMUS」（読みは「ポスムス」、ラテン語で「私たちはできる。(We can do it)」という意味）

建学の精神
カトリックのオプス・デイの教育理念に従って、全人格的な成長を促し、本当の幸せを味わい、そして回りの人々にその幸せを与えることのできる人間を育成する。
目標
「自ら考える心豊かな元気でたくましい男子の育成」
校章
新約聖書の中の「DUC IN ALTUM （ラテン語で「沖に漕ぎ出せ」の意味）」（ルカ5:4）というキリストの言葉にちなみ、大海原に漕ぎ出す船の絵となっており、その周りに英語で校名（SEIDO MIKAWADAI）が記されている。
校歌、学園歌
作詞は教職員、作曲は山口修による。2番まであり、学園の名称である「精道」が歌詞に登場する。姉妹校の長崎精道小学校・中学校（女子校）でも同じ歌が歌われている。
制服
ブレザー（小中は紺、高は濃紺）、ネクタイ着用。小学生は灰色の半ズボン、中・高生は灰色チェックの長ズボン。
通学
徒歩、路線バス、電車と路線バス等。なお西彼杵郡長与町・時津町・長崎市東長崎地区・長崎市南西部（戸町・みなと坂）・諫早市方面へ5路線、スクールバスを運行している。
給食
小学生と中学生は完全給食。高校生に関しては選択制で、自宅から弁当を持参する生徒もいる。

## 沿革
- 1978年（昭和53年）
  - 2月 - 学校法人精道学園が設立。
  - 4月 - 長崎市三原に「長崎精道小学校」が開校。男子校の校舎が完成するまでの間、男女共学を行う。
- 1981年（昭和56年） （創立年）
  - 8月 - 現在地に男子校の校舎が完成し、三川台校舎と称する。三原校舎は女子校校舎となる。
  - 9月 - 移転が完了し、男女別学教育を開始。
- 1984年（昭和59年）4月 - 「長崎精道中学校」が開校。
- 1986年（昭和61年）3月 - 体育館（現・第1体育館）が完成。
- 1987年（昭和62年）
  - 2月 - 学園歌が完成。
  - 4月 - 校名を「精道学園三川台小・中学校」に改称。分教室（通称：「文教スタディ・センター」 BSC ）を開設。
- 1991年（平成3年）
  - 4月 - 小・中学校に教頭制を導入。
  - 8月 - グラウンド整備を完了。
- 1993年（平成5年）4月 - 校名を「精道三川台小・中学校」に改称。
- 1995年（平成7年）1月 - 大分県大分市に精道学園研修所「城南台コンファランス・センター」を開設。
- 1996年（平成8年）8月 -  視聴覚教室を設置。
- 1999年（平成11年）5月 - 屋上に天体観測施設を設置。
- 2000年（平成12年）8月 - 校舎改修事業（校舎塗装）が完了。
- 2004年（平成16年）3月 - 中学校校舎が完成。小学校校舎を改装し、特別教室を増設。
- 2009年（平成21年）
  - 3月 - 高等学校校舎、第2体育館、美術室が完成。
  - 4月 - 高等学校が開校し、小中高一貫教育を開始。「精道三川台小学校・中学校・高等学校」（現校名）となる。

## 行事
3学期制
1学期
- 4月 - 体育祭 （小学1年生から高校3年生までの縦割りチーム4色（青・赤・白・黄）による対抗戦）
- 5月 - ロザリオ巡礼 （学校に近い教会やルルドを訪ね、ロザリオを唱える）
- 6月 - あじさい劇場（小）（学年ごとに劇や合唱奏などを披露。小学6年生は英語劇に挑戦する）、中2生物実習
- 8月 - オーストラリア研修旅行（中高）

2学期
- 11月 - かもめ祭り（バザー･ゲーム･ステージ等を織り交ぜた祭り）

3学期
- 1月 - 中1火山実習
- 3月 - 卒業論文発表会（小学6年生が1年間かけてまとめた「卒業論文」を発表する）

## 部活動
小学校（課外クラブ）
- サッカー部
- ミニバスケットボール部

中学・高等学校
- サッカー部
- バスケットボール部
- ソフトテニス部 - 高校ソフトテニス部は2016年（平成28年）長崎県代表としてインターハイに初出場した。
- 総合科学部
- 演劇部
- ディベート部

## 姉妹校
- 長崎精道小学校・中学校（長崎市、女子校）- 男子校とは異なり、高校はない。
- 三川女子調理師学校 （長崎市、2022年（令和4年）3月閉校）
- レッドフィールド校 （オーストラリア、男子校） - 英語表記 Redfield College[2]
- サウスリッジ校 （フィリピン、男子校） - 英語表記 Southridge School[3]
- 徳信中学 （香港、男子校）- 読みは「タクスン」、英語表記 Tak Sun Secondary School[4]
- ハイツ校 （アメリカ合衆国、男子校）- 英語表記 The Heights School[5]
- ガステルエタ校 （スペイン、男子校）- スペイン語表記 Colegio Gaztelueta
- レタマール校 （スペイン、男子校）- スペイン語表記 Colegio Retamar
- モンテレイ校 （メキシコ、男子校）

## アクセス
最寄りの鉄道駅
- JR九州 「浦上駅」 - 最寄りとは言え、駅から学校はかなり離れているため、路線バス等の利用が必要となる。

最寄りのバス停
- 長崎県営バス 「三原団地」バス停[6]下車後、徒歩5分。
  - 浦上駅前バス停より、「循環6番か12番」のバスに乗車。
  - 住吉（チトセピア前）バス停より、「三原団地」行きのミニバスに乗車。
- 長崎バス 「成和田」（なるわだ）バス停下車後、徒歩10分。
  - 浦上駅前バス停より、「三川町」または「西山台団地」行きのバスに乗車。

最寄りの道路
- 長崎県道235号昭和馬町線
- 長崎バイパス 川平インターチェンジ

## 周辺
- 長崎精道小学校・中学校 （姉妹校、女子校）
- 三川女子調理師学校 （姉妹校）
- 長崎市立三原小学校
- 長崎市立三川中学校
- 聖アントニオ幼稚園
- みはら保育園
- カトリック本原教会
- 三原交番
- 長崎三原郵便局
- 長崎市三川地区ふれあいセンター

## 関連事項
- 長崎県小学校一覧
- 長崎県中学校一覧
- 長崎県高等学校一覧
- 小中高一貫教育